# Challenger de Ismaning
El Wolffkran Open es un torneo profesional de tenis. Pertenece al ATP Challenger Tour. Se juega desde el año 2017 sobre pistas de carpet bajo techo, en Ismaning, Alemania.

## Palmarés

### Individuales
| Año  | Campeón            | Finalista               | Resultado           |
| ---- | ------------------ | ----------------------- | ------------------- |
| 2017 | Yannick Hanfmann   | Lorenzo Sonego          | 6–4, 3–6, 7–5       |
| 2018 | Filippo Baldi      | Gleb Sakharov           | 6–4, 6–4            |
| 2019 | Lukáš Lacko        | Maxime Cressy           | 6–3, 6–0            |
| 2020 | Marc-Andrea Hüsler | Botic van de Zandschulp | 6–7(3), 7–6(2), 7–5 |
| 2021 | Oscar Otte         | Lukáš Lacko             | 6–4, 6–4            |

### Dobles
| Año  | Campeones                        | Finalistas                    | Resultado           |
| ---- | -------------------------------- | ----------------------------- | ------------------- |
| 2017 | Marin Draganja Tomislav Draganja | Dustin Brown Tim Pütz         | 6–7(1), 6–2, [10–8] |
| 2018 | Purav Raja Antonio Šančić        | Rameez Junaid David Pel       | 5–7, 6–4, [10–5]    |
| 2019 | Quentin Halys Tristan Lamasine   | James Cerretani Maxime Cressy | 6–3, 7–5            |
| 2020 | Andre Begemann David Pel         | Lloyd Glasspool Alex Lawson   | 5–7, 7–6(2), [10–4] |
| 2021 | Andre Begemann Igor Zelenay      | Marek Gengel Tomáš Macháč     | 6–2, 6–4            |